# DQ Большой Медведицы
DQ Большой Медведицы (лат. DQ Ursae Majoris) — одиночная переменная звезда в созвездии Большой Медведицы на расстоянии (вычисленном из значения параллакса) приблизительно 36039 световых лет (около 11050 парсеков) от Солнца. Видимая звёздная величина звезды — от +15,9m до +15,1m.

## Характеристики
DQ Большой Медведицы — пульсирующая переменная звезда типа RR Лиры (RR).